# Синхронне плавання на літніх Олімпійських іграх 1984
Змагання з синхронного плавання на літніх Олімпійських іграх 1984 тривали з 6 до 12 серпня на Олімпійському плавальному стадіоні Макдоналда. Це була перша поява цього виду спорту в програмі Олімпійських ігор. 50 спортсменок змагалися за 2 комплекти нагород: у змаганнях дуетів і груп. Колишня професійна плавчиня і кіноакторка студії MGM Естер Вільямс працювала коментаторкою.

## Медальний залік
| Дисципліна | Золото                            | Срібло                                  | Бронза                                    |
| ---------- | --------------------------------- | --------------------------------------- | ----------------------------------------- |
| Соло       | Трейсі Руїз (USA)                 | Керолін Волдо (CAN)                     | Мівако Мотойосі (JPN)                     |
| Дуети      | США (USA) Кенді Кості Трейсі Руїз | Канада (CAN) Шерон Гембрук Келлі Крічка | Японія (JPN) Саеко Кімура Мотойосі Мівако |

## Таблиця медалей
| Місце              | Країна             | Золото | Срібло | Бронза | Загалом |
| ------------------ | ------------------ | ------ | ------ | ------ | ------- |
| 1                  | США (USA)          | 2      | 0      | 0      | 2       |
| 2                  | Канада (CAN)       | 0      | 2      | 0      | 2       |
| 3                  | Японія (JPN)       | 0      | 0      | 2      | 2       |
| Загалом (3 збірні) | Загалом (3 збірні) | 2      | 2      | 2      | 6       |